# Rut Benedikt
Rut Benedikt (pravo ime Rut Fulton, engl. Ruth Benedict; 5. јун 1887 — 17. септембар 1948) bila je američki antropolog.
Rođena je u Njujorku 1887. godine. Doktorirala je kod Franca Boasa i Alfreda Krebera, na Univerzitetu Kolumbija, gde je bila profesor od 1924. godine do smrti. Pripadala je pravcu Kultura i ličnost. U svom najpoznatijem delu, „Obrasci kulture“, istakla je koliko je mali raspon ljudskog ponašanja razrađen u bilo kojem društvu. Opisala je na koji način se ti oblici ponašanja formiraju u obrasce ili konfiguracije i podržavala relativizam ili donošenje sudova o kulturnim pojavama u kontekstu kulture u kojoj se one ostvaruju. U delu „Hrizantema i mač“, primenila je svoje metode na japansku kulturu. Njena dela imala su veliki uticaj na kulturu i antropologiju. Takođe, jedno od njenih velikih dela je i „Konfiguracije kultura u Severnoj Americi“ gde je upoređivala kulturne obrasce dva indijanska plemena. Rut Benedikt je bila vodeća ličnost u razvoju američke antropologije, a njeni radovi su ujedno doprineli primenjivanju psihologije u antropološkim studijama.
Umrla je 1948. godine

## Detinjstvo
Rođena kao Rut Fulton u Njujorku 5. juna 1887. godine, ćerka je Beatrise i Frederika Fultona. Njena majka je radila u gradu kao školska učiteljica, dok je njen otac razvijao svoju karijeru kao homeopatski doktor i hirurg. Iako je njen otac voleo svoj rad i istraživanja, tokom jedne od svojih operacija 1888. godine je oboleo od nepoznate bolesti koja je dovela do njegove prevremene smrti. Zbog njegove bolesti, porodica se preselila nazad u Norvič u Njujorku, na farmu kod Šatukovih, Rutinih babe i dede sa majčine strane. Preminuo je godinu dana kasnije, 10 dana nakon što se vratio sa puta na Trinidad u potrazi za lekom.
Gospođa Fulton je bila vrlo potresena zbog smrti svog muža. Svako pominjanje njegovog imena ju je ophrvavalo bolom i tugom; svakom marta je plakala i u crkvi i u krevetu. Rut je mrzela tugovanje svoje majke i videla je kao znak slabosti. Najveći tabui u njenom životu su se ticali upravo plakanja pred drugim ljudima i iskazivanja bola. Jednom prilikom je rekla: "Nisam volela svoju majku; mrzela sam njen kult tuge". Sve se to psihološki odrazilo na Rut zato što je "u isto vreme ona [Rut] prošla kroz gubitak dve najbrižnije i zaštitničke osobe - smrt svog oca i smrt njene majke od tuge".
Kao mala je obolela od ospica koje su joj oštetile sluh, što se nije uočilo sve dok nije pošla u školu. Kao malo dete, Rut je bila fascinirana fenomenom smrti. Kada joj je bilo četiri godine, njena baka ju je odvela da vidi nedavno preminulo dete. Nakon što je videla njegovo lice, Rut je rekla da je to najlepša stvar koju je ikada videla.
Sa sedam godina, Rut je počela da piše kratke stihove i čita bilo koju knjigu koja joj je pala u ruke. Njena omiljena autorka je bila Džin Inglou i njene omiljene knjige su bile Legenda o Bregencu i Judino drvo. Kroz svoje pisanje je sticala poštovanje i priznanje od svoje porodice. Pisanje joj je služilo kao ventil i sa vrlo uviđajnom percepcijom je pisala o realnostima života. Na primer, u prvoj godini srednje škole napisala je komad Lulino venčanje (istinita priča), u kome se prisećala venčanja jedne porodične služavke. Umesto da čitav taj događaj romantizuje, Rut ga je verodostojno prikazala kao neromantičan, ugovor brak kroz koji je Lulu prošla zato što ju je čovek naprosto poveo sa sobom, iako je bio mnogo stariji od nje.
Iako je njena fascinacija fenomenom smrti počela da se razvija još od malih nogu, Rut je nastavila da proučava kako smrt utiče na ljude tokom njihovih karijera. U svojoj knjizi Obrasci kulture, Benediktova je proučavala Pueblo kulturu i načine na koje se ona nosila sa smrću i oplakivanjem. U toj knjizi je opisala kako se pojedinci na različite načine mogu nositi sa osećanjima koje smrt uzrokuje, kao što su frustracija i bol. Sva društva imaju svoje norme koje slede; neke dozvoljavaju eksplicitnije iskazivanje osećanja povodom smrti, npr. oplakivanja, dok ona u drugim društvima nisu dozvoljena.

## Koledž i brak
Nakon srednje škole, Rut se sa svojom sestrom, Mardžori, upisala u Sent Margaret školu za devojke, pripremnu školu za koledž uz pomoć pune školarine. Devojke su bile uspešne u školi i upisale su se na Vasar koledž u septembru 1905. godine, gde je Rut zablistala u ženskom okruženju. U to vreme su kružile priče da devojke koje odu na koledž kasnije nemaju dece i da se neće udati. Međutim, Rut je na koledžu sledila svoja interesovanja i kroz pisanje se među svojim kolegama sa klase istakla kao "intelektualni radikal". U to vreme je bila pod uticajem pisca Voltera Pejtera, koji joj je bio uzor i po ugledu na kog je želela da živi dobrim životom. Sa svojom sestrom je diplomirala 1909. godine na odeljenju engleske književnosti. Bila je nesigurna po pitanju svoje budućnosti nakon koledža i dobila je pozivnicu da pođe na potpuno plaćeno putovanje Evropom od strane imućnog prijatelja sa koledža. Zajedno sa dve devojke koje nikada pre nije srela, Ketrin Norton i Elizabet Atsat, Rut je proputovala Francusku, Italiju, Švajcarsku, Nemačku i Englesku u toku jedne godine tokom koje je imala mnogo prilika da se nastani među porodicama iz tih zemalja.
Narednih nekoliko godina, Rut je obavljala različite poslove. Prvo je pokušala sa plaćenim socijalnim radom za jedno dobrotvorno društvo, a kasnije je prihvatila posao učiteljice u Vestlejk devojačkoj školi u Los Anđelesu, u Kaliforniji. Dok je tamo radila, zainteresovala se za Aziju. što će kasnije uticati na njen antropološki poziv. Međutim, i tim poslom je bila nezadovoljna i nakon godinu dana otišla da predaje engleski u Pasadeni, u Orton devojačkoj školi. Te godine su joj teško pale i patila je od depresije i izražene usamljenosti. Međutim, čitajući autore poput Volta Vitmana i Džona Ričarda Džefrisa, povratila je osećaj lične vrednosti, značaja i važnosti života i vere u bolju budućnost.
Prvo leto nakon predavanja u Orton školi, provela je kući, na farmi Šatukovih kako bi provela neko vreme u miru i tišini. Stenli Rositer Benedikt, inženjer na Kornel Koledžu Medicine ju je tamo počeo posećivati. Rut ga je slučajno srela u Bafalu, u Njujorku oko 1910. godine. Tog leta se Rut zaljubila u Stenlija koji ju je počeo češće posećivati i prihvatila je njegovu prosidbu. Opijena ljubavlju, Rut je radila na nekoliko projekata za pisanje kako bi popunila vreme pored svakodnevnih kućnih poslova u svom zajedničkom životu sa Stenlijem. U to vreme je počela da objaljuje pesme pod raznim pseudonimima, kao što su Rut Stenhoup, Edgar Stenhoup i En Singlton. Takođe je počela da piše i biografiju o Meri Volstonkraft i o drugim ženama za koje je smatrala da su zaslužile više priznanja za svoj rad i zasluge. Do 1918, njen brak je počeo da se raspada. Stenli je zadobio povredu zbog koje je želeo da provodi više vremena van grada, a Benediktova je bila nezadovoljna kada se par preselio na Bedford Hil, podalje od grada.

## Antropološka karijera

### Obrazovanje i rana karijera
U potrazi za karijerom, Benediktova je odlučila da pohađa predavanja na Novoj školi za društvena istraživanja, dok je u isto vreme težila ka tome da postane edukacioni filozof. Na toj školi pohađala je kurs pod nazivom "Pol u etnologiji" koji je držala Elsi Kluz Parsons. Taj kurs joj se dopao i nakon njega se prijavila na drugi sa Aleksandrom Goldenvajzerom, studentom poznatog antropologa, Franca Boasa. Sa Goldenvajzerom kao učiteljem, ljubav Benediktove prema antropologiji je postepeno rasla. Sa Goldenvajzerom je radila godinu dana, nakon čega ju je 1921. godine poslao da radi sa Francom Boasom na Univerzitetu Kolumbija. Razvila je blizak odnos sa Boasom, koji je za nju postao očinska figura - Benediktova ga je iz ljubavi zvala "Tata Franc".
Boas joj je odao priznanje za sve kurseve koje je pohađala na Novoj školi za društvena istraživanja. Benediktova je napisala svoju disertaciju "Koncept duha čuvara u Severnoj Americi" i dobila zvanje doktora antropologije 1923. godine. Benediktova je otpočela prijateljstvo sa Edvardom Sapirom koji ju je podstakao da nastavi svoja istraživanja odnosa između individualne kreativnosti i kulturnih obrazaca. Sapir i Benediktova su delili interesovanje za poeziju, čitali su i kritikovali jedno drugo, svoje radove slali istim izdavačima koji su njihove radove odbijali. Oboje su takođe bili zainteresovani za psihologiju i odnose između individualnih ličnosti i kulturnih obrazaca i u svojim korespondencijama su neretko psihoanalizirali jedno drugo. Međutim, Sapir nije puno mario za lična razmišljanja i osećanja Benediktove. Preciznije rečeno, njegova konzervativna rodna ideologija se sukobila sa emancipatorskom ideologijom Benediktove. Iako su još neko vreme ostali u prijateljskim odnosima, njihove razlike u pogledima na svet i ličnostima su ih kasnije razdvojile.
Benediktova je 1922. godine predavala na svom prvom kursu antropologije na Barnard Koledžu i među njenim studentima je bila i Margaret Mid, na koju je imala značajnog uticaja.
Boas je Benediktovu video kao pogodnog predavača na odeljenju za antropologiju i 1931. ju je postavio za pomoćnog profesora na antropologiji, što nije bilo moguće učiniti dok se nije razvela od Stenlija te iste godine.
Studentkinja kojoj je Benediktova bila naročito draga je bila Rut Land. Pisma koja je Landova pisala Benediktovoj su pokazivala da je Landova bila oduševljena načinom na koji je Benediktova predavala i podsticala svoje studente da razmišljaju na nekonvencionalan način.
Kada se Boas penzionisao 1937. godine, mnogi studenti su mislili da je Benediktova najočigledniji izbor za poziciju upravnika odeljenja za antropologiju. Međutim, administracija Univeziteta Kolumbija nije bila tako progresivna po pitanju žena predavača kao što je to bio Boas i predsednik univerziteta Nikolas Murej Batler je bio odlučan u svojoj nameri da potre uticaj Boasovaca, koji su bili smatrani za političke radikale. Umesto nje, Ralf Linton, jedan od bivših Boasovih studenata, veteran iz Drugog svetskog rata i vatreni protivnik antropološkog pravca "kultura i ličnost" je postavljen za upravnika odeljenja. Benediktova je bila uvređena ovom odlukom i odeljenje na Kolumbiji je bilo podeljeno između dva rivala, Lintona i Benediktove, gde su, pritom, oboje bili uspešni antropolozi sa uticajnim publikacijama, ali nijedan od njih nije referirao na radove i istraživanja onog drugog.

### Veza sa Margaret Mid
Margaret Mid i Rut Benedikt su među dvema najuticajnijim ličnostima u antropologiji svoga vremena. Razlozi za njihovo dugotrajno prijateljstvo su bili njihova strastvena posvećenost profesiji i osećaj ponosa koji je izvirao iz toga što su obadve bile uspešne, zaposlene žene u vreme kada to nije bila česta pojava. Obadve su bili kritički nastrojene prema radu one druge; njihovo drugarstvo je proisteklo iz zajedničkog rada, ali koje je u ranom periodu bilo i erotskog karaktera. I Benediktova i Midova su težile prevazilaženju stereotipa o ženama tog doba i dokazivanju da i žene mogu biti uspešne u sferi posla, iako se ona prevashodno vezivala za muški pol. U memoarima o svojim roditeljima, Kroz ćerkine oči, ćerka Margaret Mid je implicirala da je veza između Midove i Benediktove delimično bila seksualnog karaktera. Nakon što je Benediktova preminula od srčanog udara 1948. godine, Midova je preuzela na sebe supervizije projekata na kojima je Benediktova radila i uređivala je i objavljivala beleške sa studija koje je Benediktova sakupila tokom svog života.

## Dela
- Obrasci kulture (1934)
- Hrizantema i mač (1946)
- Konfiguracije kultura u Severnoj Americi

## Spoljašnje veze
- Antropologija.info